# Mercedes Doretti
Mercedes Doretti (Buenos Aires, 1959) is een Argentijnse forensisch antropologe, wonende in New York.
Ze is bekend om haar werk in het vinden van bewijs voor misdaden tegen de menselijkheid. In 2007 is haar de "MacArthur Fellowship" prijs toegekend voor haar werk als forensisch onderzoeker.

## Leven
Haar moeder is Magdalena Ruiz Guinazu, een radiojournaliste.

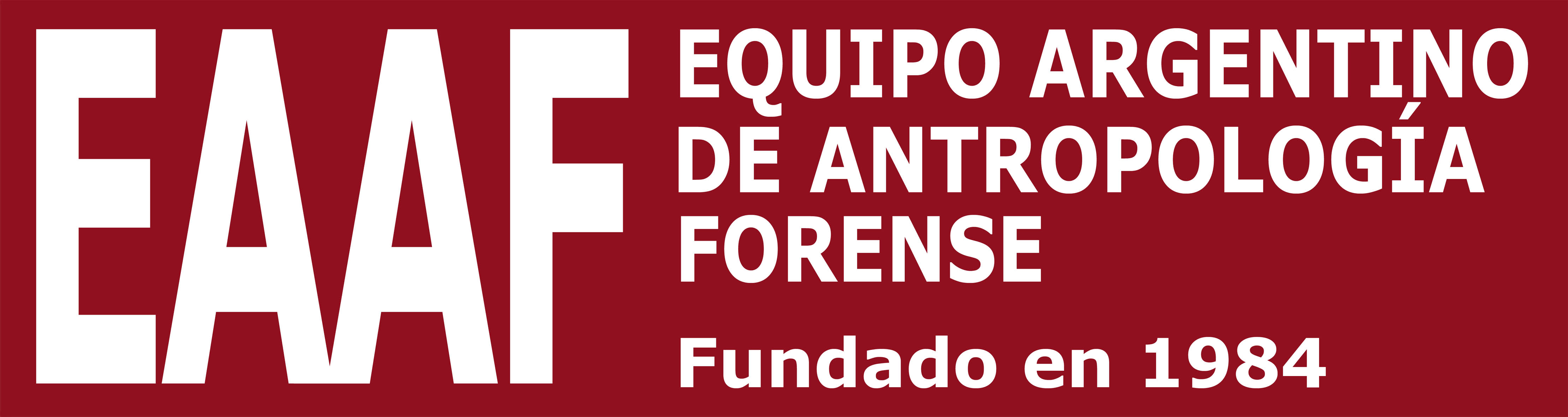
Logo van EAAF, waarvan Doretti mede-oprichter was.

Doretti is geboren en opgegroeid in Buenos Aires en heeft daar aan de Nationale Universiteit van Buenos Aires een doctoraat behaald in de antropologische wetenschappen. Ze is medeoprichter van het Argentijns Forensisch Antropologisch Team (Equipo Argentino de Antropología Forense, of 'EAAF'), opgericht in 1986., een non-profit en non-gouvernementele wetenschappelijke organisatie. In 1992 heeft ze in New York een kantoor geopend en haar werk wereldwijd ingezet.
Als forensisch onderzoeker heeft ze gewerkt in de Filipijnen, Chili, Venezuela, Guatemala, El Salvador, Irak, Brazilië, Kroatië, Ethiopië, Haïti, Panama, Frans-Polynesië, Zuid-Afrika, Congo, Bosnië-Herzegovina, Oost-Timor, Zimbabwe, Ivoorkust, Indonesië en Mexico.
Doretti heeft les gegeven aan de Universiteit van Californië, Harvard University, Massachusetts Institute of Technology (MIT), Columbia University, State University of New York, New School for Social Research, Rutgers University, Amnesty International, The Carter Center en de World Archaeological Congress.
Organisaties als Human Rights Watch, Amnesty International en de Verenigde Naties maken met regelmaat gebruik van Doretti's onderzoek en bevindingen met betrekking tot schending van de mensenrechten en het vinden van bewijs van misdaden tegen de menselijkheid.
In 2016 is Mercedes Doretti opgenomen in de jaarlijkse top 100 vrouwen van de BBC.

## Gewonnen prijs en eredoctoraat
- 2007 MacArthur Fellows Program
- 2016 Eredoctoraat The new school[11]

## Werken
- Mercedes Doretti, Jennifer Burrel (2007). "Gray Spaces and Endless Negotiations".[12] In Les W. Field, Richard Gabriel fox. Anthropology put to work. Berg Publishers. ISBN 978-1-84520-601-7.
- Bradley J. Adams, John E. Byrd, eds. (2008). "Commingled Remains and Human Rights Investigations". Recovery, Analysis, and Identification of Commingled Human Remains. Springer. ISBN 978-1-58829-769-3.

## Film
- Following Antigone: Forensic Anthropology and Human Rights Investigations (EAAF Witness production 2002). Co-producent.